# Tosktjärnen (Vilhelmina socken, Lappland, 715741-156389)
Tosktjärnen är en sjö i Vilhelmina kommun i Lappland och ingår i Ångermanälvens huvudavrinningsområde.